# Jyllinge FC
Jyllinge FC (forkortet JFC) er en dansk fodboldklub, der ligger i Jyllinge på Sjælland. Jyllinge FC er en underafdeling af Jyllinge Gundsømagle Idrætsforening, som har hjemmebane på Spaglehøj Idrætsanlæg, og spiller på seniorplan i 2021/22 sæsonen i den lokale serie 2 Fodboldklubben blev i 2012 kåret til "Årets Breddeklub på Sjælland", og rykket op som den 33. største fodboldklub i landet. Jyllinge FC er desuden også medlem af det lokale fodboldforbund Sjællands Boldspil-Union, som er organiseret under Dansk Boldspil-Union (DBU). Klubben har derudover også en meget flot ungdomsafdeling, som har været en del af øst-rækkerne flere gange. Første gang var med Jyllinge FCs 02er hold, som rykkede op i Øst 2. Spillere som Mikkel Damsgaard, Christian Gytkjær, Nichlas Rohde, Ruben Bagger, Frederik Gytkjær og Frank Hansen har alle en fortid i Jyllinge FC, og har efterfølgende haft en fremragende karriere.

## Jyllinge FCs samarbejdsklubber

### Jyllinge FC og Brøndby IF MASTERCLASS
Jyllinge FC og Brøndby IF MASTERCLASS indgik i 2021 en samarbejdsaftale Dette samarbejde er lavet til at sikre begge klubbers udvikling. 
Som en del af samarbejdsaftalen får Jyllinge FC mulighed for at arrangere klubture til hjemmekampe og træninger i Brøndby IF 
Også for at udvikle Jyllinge FC’s talentarbejde, er at Jyllinge FC vil have mulighed for at trække på Brøndby IF T+ træner, samt BIF’s erfaringer og kompetencer med talenttræning i et elitemiljø.

### Kvinde/pige: Brøndby IF Kvinde Elite
Jyllinge FC og Brøndby IF Kvinde Elite indgik den 1. august 2015 en samarbejdsaftale dækkende kvinde/pige fodbold.
Det overordnede formål med dette samarbejde er, at styrke begge klubbers muligheder for at skabe et attraktiv og interessant pige/kvinde fodboldmiljø både på og udenfor banen. Dette skal bl.a. sikre en udviklende pige ungdomsafdeling i begge klubber. 
Ligeledes er aftalen med til at ”hæve overliggeren” for, hvad Jyllinge FC kan tilbyde i pige/kvinde afdelingen, og aftalen er derfor en del af Jyllinge FC’s ambitioner om at være fodboldklubben for alle.
 Der er for få eller ingen kildehenvisninger i denne artikel, hvilket er et problem. Du kan hjælpe ved at angive troværdige kilder til de påstande, som fremføres i artiklen.